# Notosciobia poya
Notosciobia poya är en insektsart som beskrevs av Otte, D. 1987. Notosciobia poya ingår i släktet Notosciobia och familjen syrsor. Inga underarter finns listade i Catalogue of Life.